# Conques
Conques är en kommun i departementet Aveyron i regionen Occitanien i södra Frankrike. Kommunen ligger  i kantonen Conques som ligger i arrondissementet Rodez. År 2018 hade Conques 246 invånare.
Conques ligger besvärligt beläget och kommer man med bil är det parkeringsavgift in till staden. Den bro som visas i galleriet nedan ligger utanför själva staden. Staden ligger längs världsarvet "vandringsleder till Santiago de Compostela" och kyrkan Abbaye Sainte-Foy de Conques är en etapp i pilgrimsvandringen. Kyrkans udda glasfönster, se bilden till höger, är en modern skapelse av Pierre Soulages och historien bakom tänkandet av dess utformning kan studeras på Soulagesmuseet i relativt närbelägna Rodez.
Förutom kyrkan finns ett "guldrum" i ett museum bredvid. Där förvaras många kyrkliga artefakter som överlevde franska revolutionen då de gömdes undan av ortsbefolkningen, i den redan relativt undangömda platsen.

## Galleri

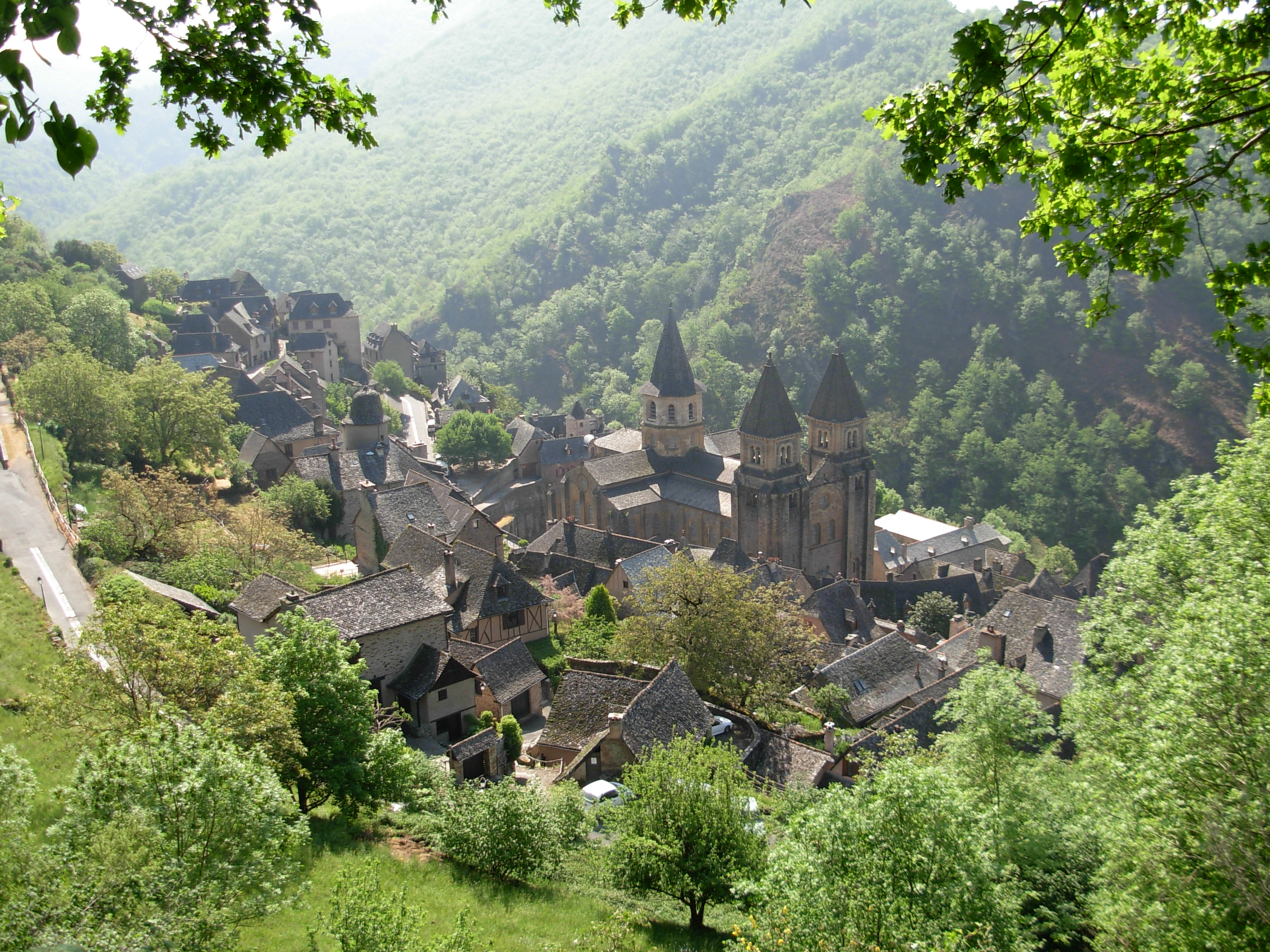
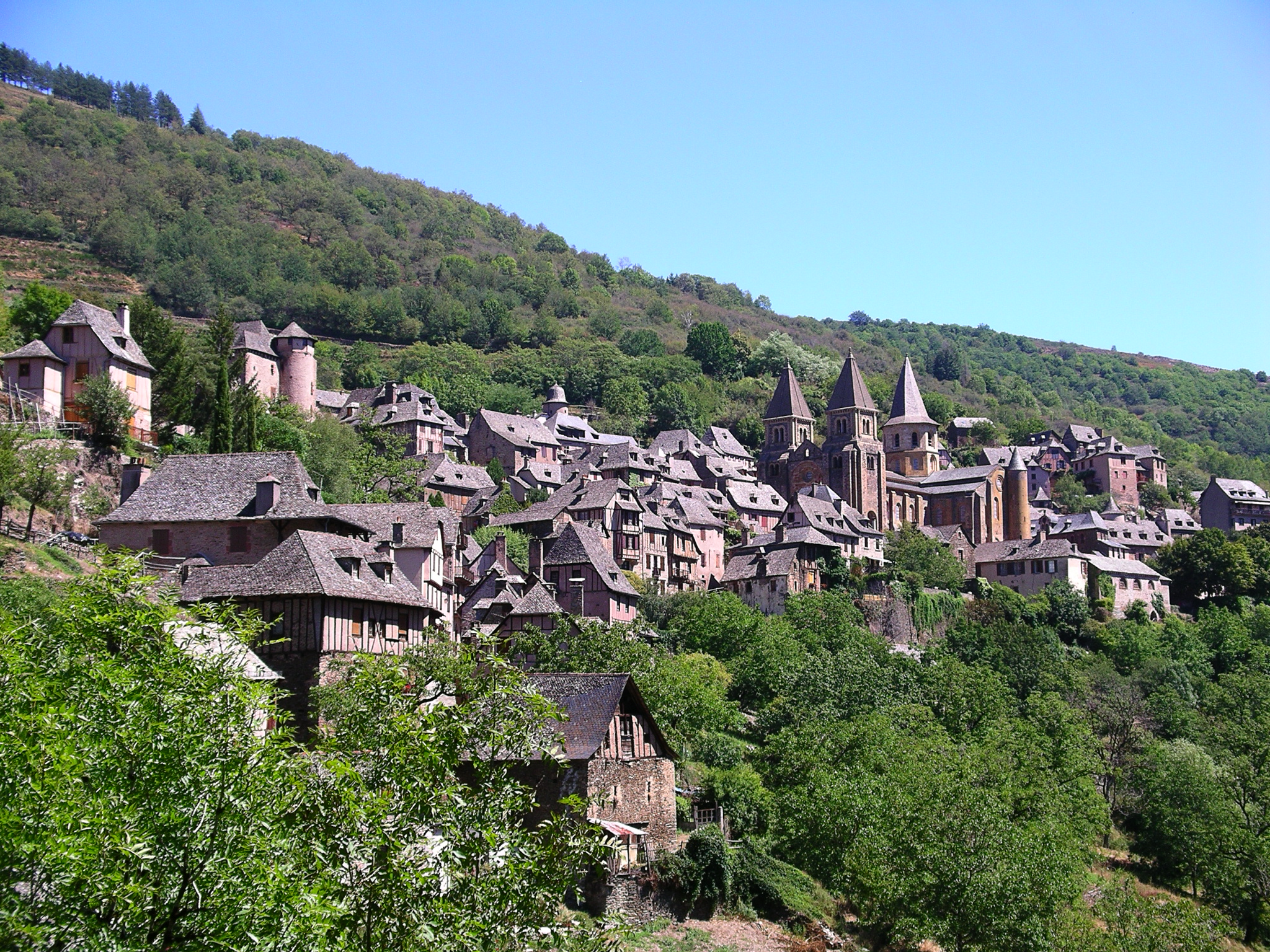
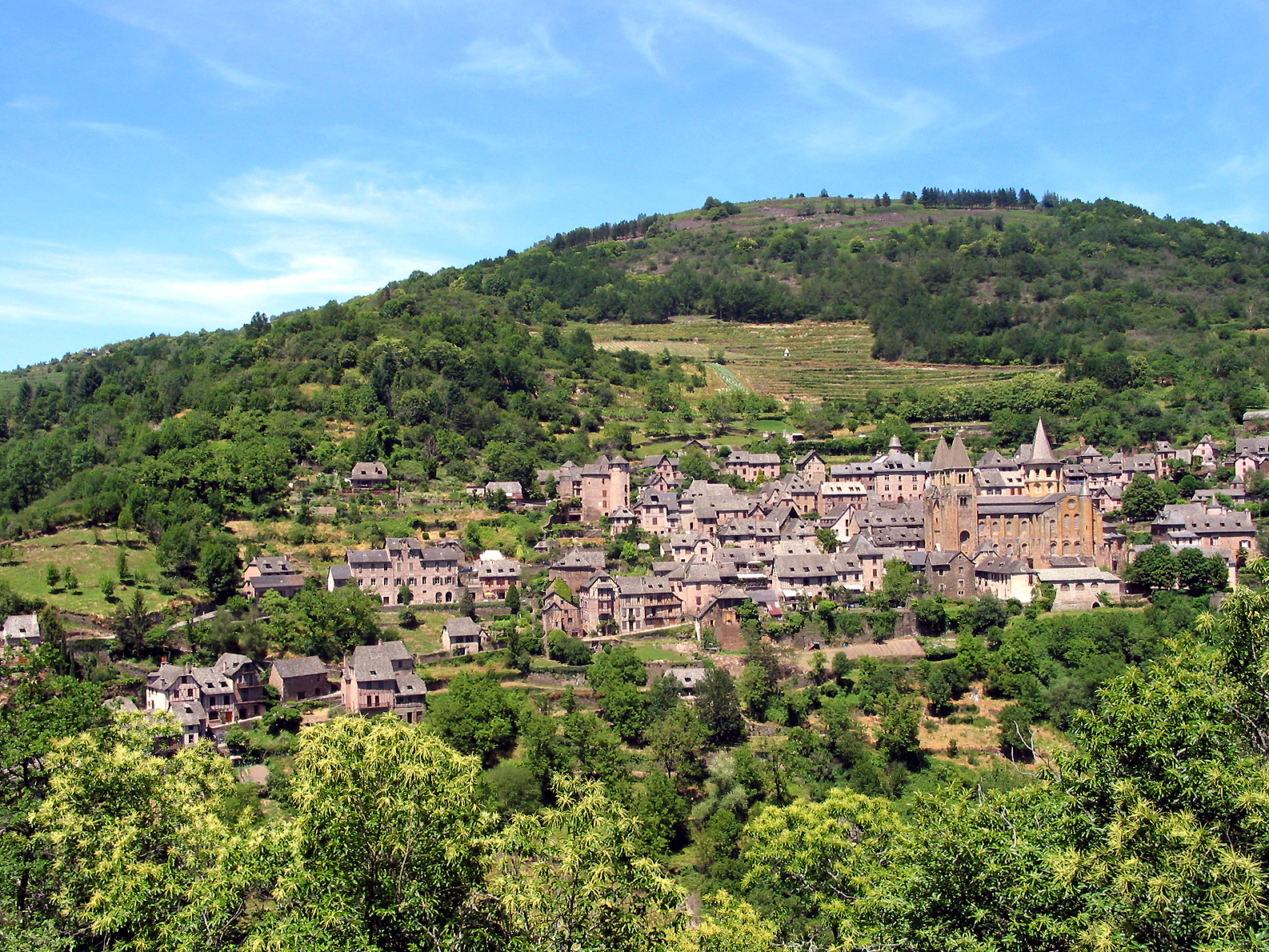
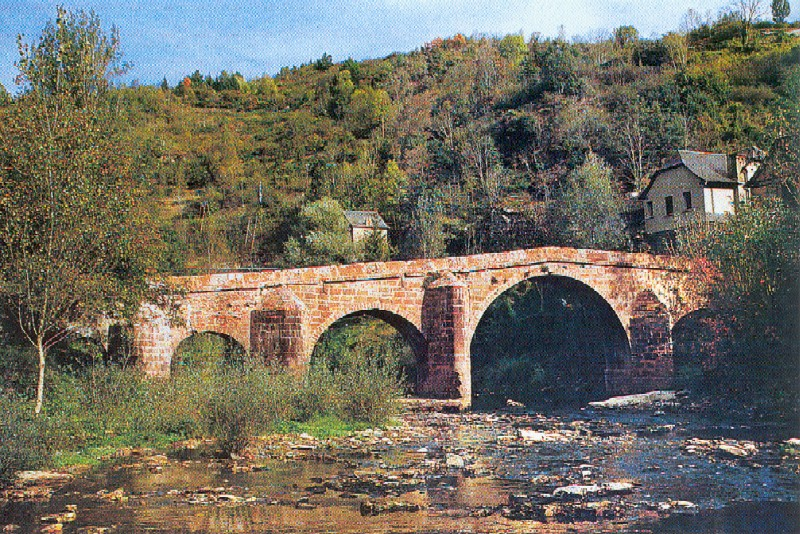
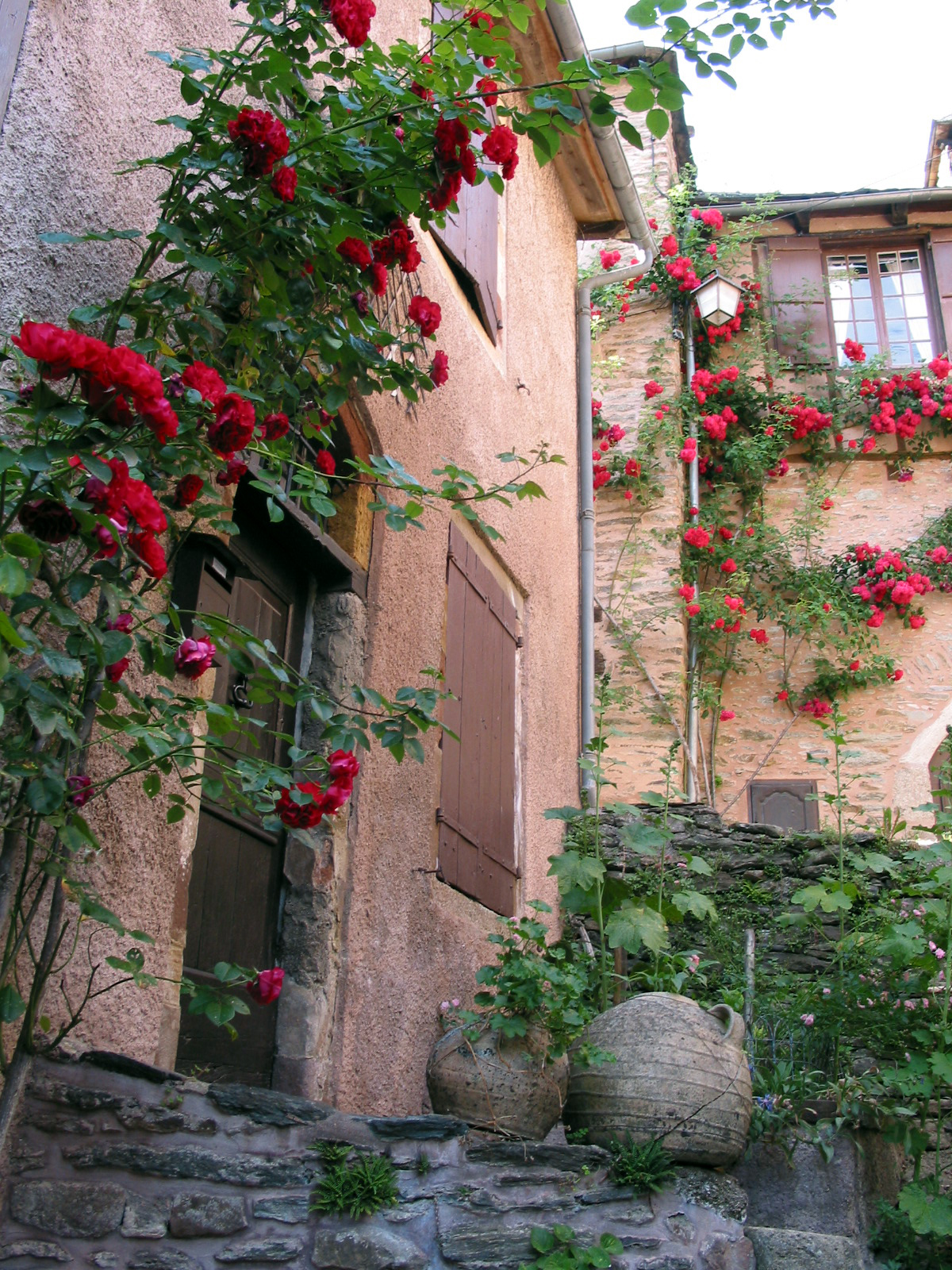

## Befolkningsutveckling
Antalet invånare i kommunen Conques
Referens: INSEE